# Yusuf Kenan Sönmez
Yusuf Kenan Sönmez (Zonguldaque, 1948 – Balıkesir, 3 de abril de 2020) foi um político turco. 

## Biografia
Formou-se na Academia de Economia e Ciências Comerciais de Istambul, Departamento de Administração de Empresas e Contabilidade. Trabalhou como gerente no setor privado e dedicou-se ao livre comércio. Nas eleições de 1987, foi eleito representante de Istambul do Partido Populista Social Democrata. Mais tarde, atuou como vice-presidente da cidade de Istambul e delegado do Congresso do Partido Republicano do Povo. Foi o presidente fundador da Cooperativa de Desenvolvimento Agrícola do Distrito Central de Edremite. Yusuf era casado e tinha um filho.

## Morte
Desde 25 de março de 2020, começou a receber tratamento no Hospital Estadual de Balequessir depois de ter testado positivo para novo coronavírus. Em 3 de abril de 2020, morreu de complicações da COVID-19.